# Jay Coles
Jay Coles (né le 17 décembre 1995) est un auteur américain de fiction pour jeunes adultes et compositeur de musique. En plus de composer, il a écrit plusieurs romans au fil des ans, dont l'essai inspiré du mouvement Black Lives Matter, Tyler Johnson était là, publié en 2018 par Little Brown Books for Young Readers.

## Biographie
Coles est né à Indianapolis et a grandi dans le quartier de Haughville.
Jay a étudié à la Vincennes University dans l'Indiana et à l'Université Ball State, respectivement, et a obtenu des diplômes en arts libéraux, en anglais et en éducation. Il vit actuellement à Muncie dans l'état d'Indiana. Jay Coles a écrit le roman My Life Matters avant ses 25 ans. Ce roman parle des violences policières en s'inspirant des événements de sa jeunesse.
Il est également compositeur de musique, surtout connu pour ses œuvres publiées avec Carl Fischer Music et CL Barnhouse Company ainsi que son roman Tyler Johnson était là. Il est également membre de l'ASCAP. Son premier morceau, intitulé "Orchesis: The Legends of Thailand", a été créé à Wakayama-shi, au Japon, en décembre 2011.

## Œuvres
- Galactic Episode (pièce d'orchestre d'harmonie), Carl Fischer music, 2016
- Insurrection (pièce d'orchestre d'harmonie), CL Barnhouse, 2016
- Come As You Were (roman pour jeunes adultes), JC Novels/ Createspace, 2015 (ISBN 978-1519273369)
- My Life Matters (roman pour jeunes adultes), Hachette Romans, 2018 (ISBN 9782016270158)
- Tyler Johnson était là (roman pour jeunes), Little Brown, 2018 (ISBN 9782017134206)
- Things We Couldn't Say (roman pour jeunes adultes), Scholastic Press, 2021 (ISBN 978-1338734188)